# 交錯的想念
《交錯的想念》是日本漫畫家咲坂伊緒所創作的日本漫畫，於集英社旗下《別冊瑪格麗特》2015年7月號至2019年6月號期間連載，全12冊單行本。咲坂伊緒「青春三部作」繼《閃爍的愛情》《閃爍的青春》的最後一部作品。
本作為第41屆（2017年）講談社漫畫獎少女部門最終候選作品之一，第63屆（2018年）小學館漫畫獎少女向部門得獎作品。
動畫電影和真人電影於2020年上映。動畫電影由A-1 Pictures製作。真人版電影由濱邊美波、北村匠海、福本莉子和赤楚衛二飾演四名主角。

## 出版書籍
| 卷數 | 集英社         | 集英社                 | 東立出版社     | 東立出版社             |
| 卷數 | 發售日期       | ISBN                   | 發售日期       | ISBN                   |
| ---- | -------------- | ---------------------- | -------------- | ---------------------- |
| 1    | 2015年10月13日 | ISBN 978-4-08-845467-2 | 2016年11月16日 | ISBN 978-986-470-280-0 |
| 2    | 2016年2月25日  | ISBN 978-4-08-845528-0 | 2017年9月25日  | ISBN 978-986-470-281-7 |
| 3    | 2016年6月24日  | ISBN 978-4-08-845596-9 | 2017年11月2日  | ISBN 978-986-470-740-9 |
| 4    | 2016年10月25日 | ISBN 978-4-08-845653-9 | 2018年5月31日  | ISBN 978-986-482-410-6 |
| 5    | 2017年3月24日  | ISBN 978-4-08-845732-1 | 2018年12月27日 | ISBN 978-986-486-251-1 |
| 6    | 2017年8月25日  | ISBN 978-4-08-845804-5 | 2020年7月9日   | ISBN 978-986-486-980-0 |
| 7    | 2017年12月25日 | ISBN 978-4-08-845868-7 | 2021年1月7日   | ISBN 978-957-26-0684-1 |
| 8    | 2018年4月25日  | ISBN 978-4-08-844025-5 | 2022年10月7日  | ISBN 978-957-26-2110-3 |
| 9    | 2018年7月25日  | ISBN 978-4-08-844066-8 |                |                        |
| 10   | 2018年10月25日 | ISBN 978-4-08-844109-2 |                |                        |
| 11   | 2019年2月25日  | ISBN 978-4-08-844172-6 |                |                        |
| 12   | 2019年6月25日  | ISBN 978-4-08-844213-6 |                |                        |

## 動畫電影
改編動畫電影原定於2020年5月29日上映，因2019冠狀病毒病疫情對日本的影響而宣布延期，後改為2020年9月18日上映。
聲優列表
- 山本理央：島崎信長
- 乾和臣：齊藤壯馬
- 山本朱里：潘惠美
- 市原由奈：鈴木毬花（日语：鈴木毬花）

## 真人版電影
真人電影於2020年8月14日上映，由三木孝浩執導。主題曲為Official髭男dism的〈115萬公里的底片〉（115万キロのフィルム）。

### 登場人物（真人版電影）
- 山本朱里：濱邊美波
- 山本理央：北村匠海
- 市原由奈：福本莉子
- 乾和臣：赤楚衛二
- 我妻暖人：上村海成
- 亮介：三船海斗
- 乾聰太：古川雄輝
- 朱里的母親：戶田菜穗

### 工作人員（真人版電影）
- 原作：咲坂伊緒《交錯的想念》
- 導演、編劇：三木孝浩
- 編劇：米内山陽子
- 音樂：伊藤ゴロー
- 劇中音樂：小瀨村晶
- 主題曲：Official髭男dism〈115萬公里的底片〉
- 製作：市川南
- 共同製作：村田嘉邦、瓶子吉久、細野義朗、弓矢政法、菊川雄士、吉川英作、森田圭、渡邊章仁、永田勝美、國枝信吾、青井浩、前嶋宏、安部順一、田中祐介
- 監督：山内章弘
- 策劃、製作：臼井央、春名慶
- 製作人：川田尚廣、岸田一晃
- 撮影：柳田裕男
- 美術：矢内京子
- 收音：豊田真一
- 照明：宮尾康史
- 編輯：坂東直哉
- 副導演：井上雄介
- 製作擔當：鳥越道昭
- 裝飾：岩井健史
- 視覺效果：鎌田康介
- 造型師：望月惠
- 頭髮造型：荒井智美
- 場記：古保美友紀
- 音樂統籌：北原京子
- 宣傳統籌：近藤渉
- 宣傳：秋山智美
- 製作統籌：佐藤毅
- 配給：東寶
- 製作公司：東寶電影
- 製作單位：電影「交錯的想念」製作委員會

## 外部連結
- 漫畫官方網站 （页面存档备份，存于）（日語）
- 真人版電影官方網站 （页面存档备份，存于）（日語）
- 動畫電影官方網站 （页面存档备份，存于）（日語）